# Cremnomys elvira
Cremnomys elvira é uma espécie de roedor da família Muridae.
Apenas pode ser encontrada na Índia.
Os seus habitats naturais são: matagal árido tropical ou subtropical.